# Picardiella cervina
Picardiella cervina är en stekelart som beskrevs av Mao-Ling Sheng 2001. Picardiella cervina ingår i släktet Picardiella och familjen brokparasitsteklar. Inga underarter finns listade i Catalogue of Life.